# USS Savannah (LCS-28)
«Саванна» (англ. USS Savannah (LCS-28)) — бойовий корабель прибережної зони типу «Індепенденс».
Це шостий корабель у складі ВМС США з такою назвою, яку отримав на честь міста Саванна у штаті Джорджія, та 14-й корабель цього типу.

## Історія створення
Корабель був замовлений 23 червня 2017 року, закладений 20 вересня 2019 року на верфі фірми «Austal USA» у місті Мобіл.
3 вересня 2020 року корабель був спущений на воду.
Переданий Військово-морським силам США 25 червня 2021 року. Церемонія передачі корабля відбулася на верфі компанії Austal USA в Мобіл, штат Алабама. Його будівництво було завершено на дванадцять місяців раніше, ніж попередніх кораблів цього типу.
5 лютого 2022 року введено до складу Військово-морського флоту США. Порт приписки — військово-морська база Сан-Дієго.